# 寶德 (日本)
寶德是日本的年號之一。在文安之後，享德之前。指1449年到1452年的期間。這個時代的天皇是後花園天皇。室町幕府的將軍是足利義政。

## 改元
- 文安6年7月28日（陽曆1449年8月16日） 改元为宝德。
- 寶德4年7月25日（陽曆1452年8月10日） 改元為享德。

## 出典
出自『舊唐書』的「朕寶三德、曰慈儉謙」。

## 西元對照表
| 寶德 | 元年   | 2年    | 3年    | 4年    |
| ---- | ------ | ------ | ------ | ------ |
| 西曆 | 1449年 | 1450年 | 1451年 | 1452年 |
| 干支 | 己巳   | 庚午   | 辛未   | 壬申   |

## 相關項目
| 前一年號： 文安 | 日本年號 | 下一年號： 享德 |